# ۴۷ توکانا

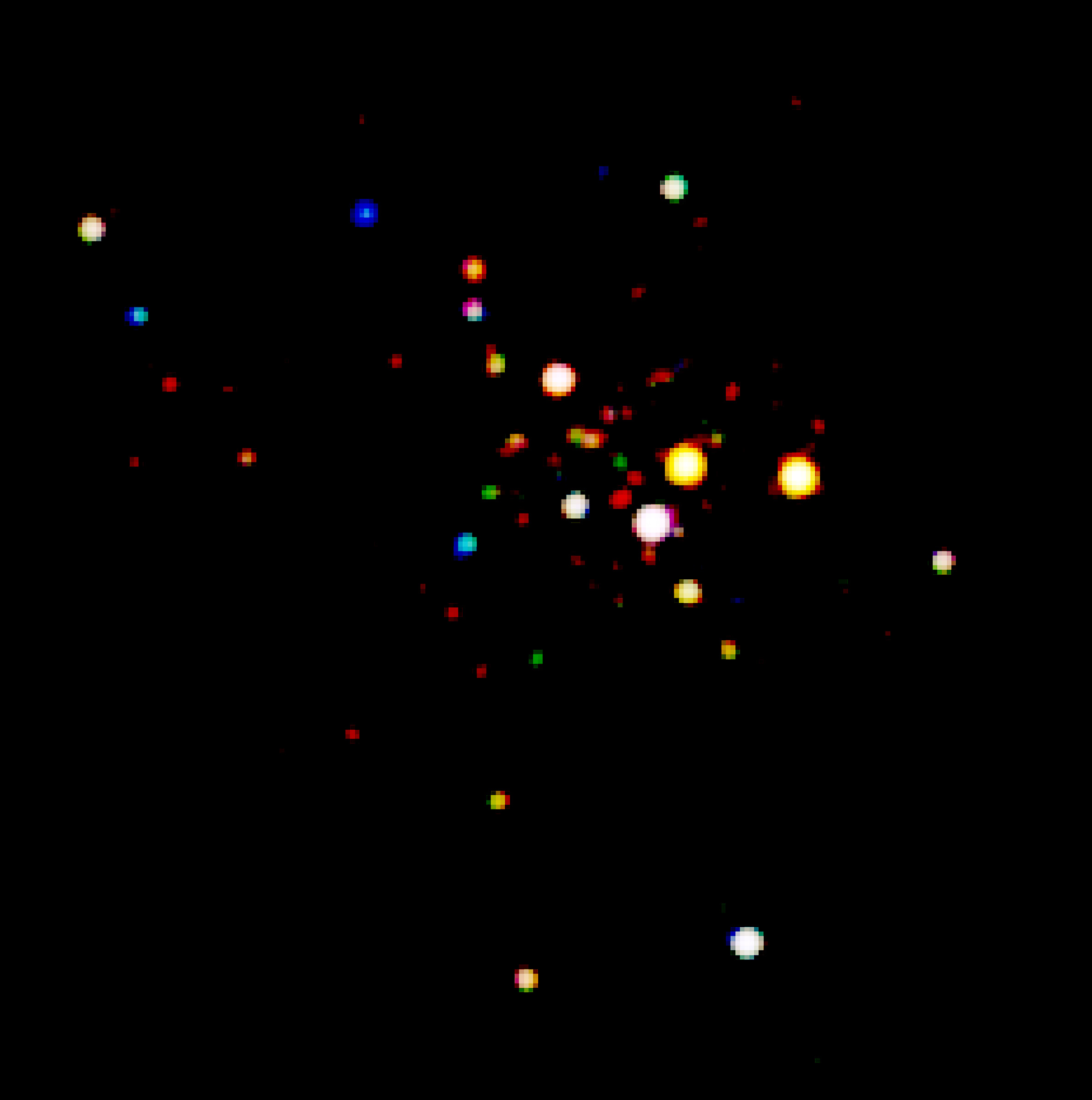
۴۷ توکانا

۴۷ توکانا یا 47 Tuc (همچنین NGC 104 نیز تعیین شده‌است) یک خوشه ستاره‌ای کروی است که در صورت فلکی توکانا واقع شده‌است. حدود ۴٫۰ ± ۰٫۳۵ کیلوپارسک (۱۳٬۰۰۰ ± ۱٬۱۰۰ سال نوری) از زمین فاصله و و ۱۲۰ سال نوری قطر دارد. ۴۷ توکانا را می‌توان با چشم غیرمسلح مشاهده کرد، با قدر ظاهری ۴٫۱. عرض آن تقریباً ۵۰ دقیقه و ثانیه قوسی است. به دلیل موقعیت جنوبی آن، در فاصله ۱۸ درجه ای از قطب آسمانی جنوبی، تا دهه ۱۷۵۰ که اولین بار این خوشه توسط نیکولاس-لوئی دو لاکای از آفریقای جنوبی شناسایی شد و توسط منجمان اروپایی فهرست بندی نشد.
۴۷ توکانا دومین خوشه کروی درخشان بعد ازامگا قنطورس است و از نظر تلسکوپی حدود ده هزار ستاره را نشان می‌دهد، بسیاری از آنها در یک هسته مرکزی کوچک متراکم ظاهر می‌شوند. این خوشه ممکن است دارای یک سیاهچاله با جرم متوسط باشد.